# Palacio municipal de Andújar
El Palacio Municipal de Andújar es un Bien de Interés Cultural con la tipología de monumento situado en la localidad de Andújar, España. Se trata de un importante inmueble desde su valoración como arquitectura escenográfica barroca donde se combinan desde su creación las de espacio festivo, religioso y residencial. 
Aunque añadidos del siglo XVIII dejaron su impronta en el inmueble cortando el ritmo visual de sus tres galerías de arcos, la monumental fachada de este palacio público aporta efectividad visual desde cualquier perspectiva, ennoblece el entorno y aporta grandiosidad al inmueble y al lugar. Como casa de comedias, fue una de las mejores de Andalucía, más entroncada con el refinamiento renacentista italiano que con los castizos corrales de comedias al uso en la península ibérica, hecho que llamó la atención del viajero italiano Cosme de Médicis a mediados del siglo XVII. 

## Descripción

### Orígenes
Andújar fue ciudad de paso obligado entre las dos Andalucías y puerta de entrada con Castilla. Tales circunstancias convirtieron a la ciudad en una importante urbe, centro comercial de una amplia comarca, en la que un elevado número de habitantes, venidos de los distintos lugares de la península ibérica la hicieron florecer en la primera mitad del siglo XVII. A comienzos de aquella centuria se acuerda por el cabildo local la construcción de una casa de comedias sobre unas casas propiedad del municipio y otras adquiridas con fondos propios de la ciudad junto a la parroquia de San Miguel.
La nueva construcción, ubicada en la denominada plaza del mercado, se había concebido como Casa de Cabildo, lugar de escenificación de comedias y ámbito desde el que poder presenciar los distintos festejos que en la plaza se celebraban. El inmueble, construido entre 1620 y 1639, conserva sólo la fachada y el patio interior destinado a corral de comedias. La primera, de especial originalidad por sus tres pisos en disposición apaisada que le dan un aire palaciego, se erigió junto a la iglesia de San Miguel en la vieja plaza del mercado y va a configurar el nuevo centro urbano donde hallaron cabida las tareas de administración de la ciudad, las funciones económicas del mercado, de proclamación de monarcas, la predicación y las romerías a la Virgen de la Cabeza, el teatro, etc., así como una importante arquitectura residencial donde se imponen los imperativos de la ideología dominante.

### Modificaciones posteriores
El resto del edificio fue modificado o reedificado, por estar en malas condiciones, en 1791 por Juan de la Mata Martínez siguiendo un proyecto trazado por el arquitecto cortesano Manuel Martín Rodríguez elaborado en 1788. Tales reformas sirvieron para adaptarlo al nuevo uso de Casa Capitular, aunque el edificio durante todo el siglo XVIII tuvo otros usos, aparte de Ayuntamiento local; el patio se convierte en cuartel de remonta para la venta de caballos y algunas dependencias se habilitarán como alojamiento del ejército, lo cual podría asociarse a las noticias que en la centuria anterior se dan sobre la existencia de un mesón en el inmueble.
Durante el siglo XX, tras la guerra civil española se efectúa la remodelación de la plaza de España por la Dirección General de Regiones Devastadas, y con ella la reforma de las oficinas municipales del Ayuntamiento. Al frente de las obras estará el arquitecto granadino Francisco Prieto Moreno. Las últimas reformas en ejecutarse fueron promoción de la Dirección General de Arquitectura y Vivienda sobre proyecto del arquitecto Daniel Gómez-Valcárcel en 1995.
Dada la ampliación espacial del actual Ayuntamiento destinada a dependencias municipales, los nuevos volúmenes resultantes se configuran como un gran eje que atraviesa y ordena la planta del inmueble, abriendo una nueva fachada en la calle Maestra cuyo tratamiento y sentido obedece a acertados criterios de percepción e integración en el espacio público urbano.

### Fachadas
La fachada principal de la Antigua Casa de Comedias se plantea como un volumen apaisado estructurado entre dos sólidos esquinazos que combinan la piedra en altos zócalos y el ladrillo pulimentado en el resto del alzado, marcando los niveles de planta por cornisas pronunciadas. Mediando el alzado, un cuerpo vertical de piedra centra las dos alas formadas por tres pisos de arcadas. Este cuerpo central, dividido en dos niveles, se estructura en el bajo en torno a un arco de medio punto abierto en un paño donde el yagueado acusa su horizontalidad. Los elementos verticales de las ménsulas, que sostienen el balcón del primer piso, y las pilastras jónicas que flanquean el vano adintelado, ponen contrapunto a los diferentes ritmos visuales. El conjunto se corona por un clásico entablamento y frontón. La nota de modernidad la pone el reloj en el tímpano.
A sendos lados de aquel cuerpo central, un sistema de arcos combina un potente juego de luces y sombras, de vanos y macizos, rítmicamente organizado en tres plantas. En planta baja, un amplio soportal con acceso a las dependencias municipales se organiza mediante ocho arcos de medio punto sobre columnas toscanas de piedra, presentando escasas concesiones a la ornamentación en las claves y pequeñas ménsulas decorativas en las enjutas.
Las plantas primera y segunda se disponen en arcada de dieciséis vanos de medio punto que apean en columnas dobles, toscanas, de mármol rojo sobre basamentos de piedra caliza, conformando una galería cerrada al vacío por barandillas de hierro forjado. Sobre las cornisas de la segunda planta, recorriendo toda la fachada, se aprecia una balaustrada y decoración de pináculos.
La nueva fachada aplicada al edificio en la calle Maestra se percibe como una composición de gran plasticidad tanto por el tratamiento de los materiales empleados -sillería irregular de piedra caliza y verdugadas de ladrillo macizo-, como por la disposición de los mismos sobre un muro de acusada sencillez en el que sólo destaca el vuelo de potentes cornisas de hormigón mientras que los vanos -puerta de acceso y ventanales- se alojan sin elementos de transición en el muro.